# Огэшану, Валерия
Валерия Огэшану (рум. Valeria Ogășanu, 23 сентября 1946, Бухарест — 26 февраля 2023, также известна как Валерия Мариан) — румынская актриса.

## Биография
Родилась 23 сентября 1946 года в Бухаресте, Румыния. В 1969 году окончила Институт театрального искусства и кинематографии. В 1968 году сыграла свою первую роль в фильме «А вот и велосипедисты». Среди других заметных ролей в кино — «Разная бригада вступает в бой» (1971), «Братья Дждери» (1974) и «Тревога в дельте» (1975). Играла на сцене театра «Буландра» в Бухаресте.
Была замужем за актёром Вирджилом Огэшану. У пары родился сын по имени Михай Огэшану. 
Умерла 26 февраля 2023 года в возрасте 76 лет.